# Questo piccolo grande amore/Porta Portese
Questo piccolo grande amore/Porta Portese è il sesto singolo a 45 giri di Claudio Baglioni, pubblicato in Italia dall'RCA Italiana nell'ottobre del 1972.

## Il disco
Dopo il ritiro dal mercato del precedente singolo Questo piccolo grande amore/Caro padrone a poche settimane dalla pubblicazione, l'RCA Italiana distribuì questo nuovo disco con lo stesso brano per il lato A ma uno diverso per il lato B, Porta Portese, anch'esso proveniente dall'LP Questo piccolo grande amore; entrambi i brani sono una diversa versione di quella presente nell'LP.

## Tracce
Testi e musiche di Claudio Baglioni, Antonio Coggio.
1. Questo piccolo grande amore – 5:36
2. Porta Portese – 3:48

Durata totale: 9:24

## Brani
Questo piccolo grande amore
Questo piccolo grande amore è presente nella stessa versione inserita nel singolo precedente ed è differente da quella sull'album per delle piccole modifiche nel testo ("la paura e la voglia di essere nudi" diventa "la paura e la voglia di essere soli", mentre "mani sempre più ansiose di cose proibite" è modificato in "mani sempre più ansiose, le scarpe bagnate").
Porta Portese
Porta Portese invece ha una strofa in meno (quella che inizia con "Tutti rotti quei calzoni..."), e ciò rende quindi questa versione più corta. Musicalmente la canzone ha una melodia orecchiabile ed alcune influenze country nell'arrangiamento (curato da Tony Mimms), sottolineate dal banjo suonato da Silvano Chimenti, mentre il ritornello è cantato in coro dai "Cantori Moderni" di Alessandroni. Il testo (che si inserisce nella storia raccontata dall'album) descrive il ritorno in licenza del protagonista, che una domenica mattina si reca al noto mercato romano di Porta Portese per comprare dei blue jeans da indossare simbolicamente al posto della divisa militare. Nelle prime due strofe vengono descritti alcuni venditori che il ragazzo incontra tra le bancarelle: una vecchia che ha sul banco foto di Papa Giovanni ed un tale che vende di tutto (patacche, pezzi per automobili, spade, quadri falsi ed una foto nuda di Brigitte Bardot). Nella terza strofa, quella mancante sul singolo, il giovane nota con amarezza tra la folla la sua fidanzata in compagnia di un altro ragazzo ("...quella lì, non è possibile, è lei insieme a un altro,/ non è certo suo fratello quello,/ se l'è scelto proprio bello,/ci son cascato come un pollo io")

## Il successo
Questo piccolo grande amore/Porta Portese entrò nella classifica dei singoli più venduti in Italia il 25 novembre 1972, debuttando al 10º posto. Per Baglioni era già quello un ottimo risultato, dato che fino a quel momento il suo massimo successo era stato il singolo Fratello sole sorella luna, che non era andato oltre la trentunesima posizione.. Dopo tre settimane di permanenza in top ten, il 16 dicembre 1972, il 45 giri raggiunse la prima posizione, scalzando Il padrino, singolo di Santo & Johnny che si manteneva in vetta alla classifica da diverse settimane. Questo piccolo grande amore rimase al 1º posto per sei settimane, a cui seguirono altre dodici nelle quali il singolo si alternò fra la seconda e la terza posizione. Alla fine il singolo totalizzò complessivamente ventuno settimane in top-ten, risultando essere il quarto singolo più venduto dell'anno, dietro a Crocodile Rock di Elton John (primo posto), Pazza idea di Patty Pravo (secondo posto) e Il mio canto libero di Lucio Battisti (terzo posto).